# Homes violents
Homes violents (títol original en anglès: The Violent Men) és un western estatunidenc dirigit per Rudolph Maté, estrenada el 1955. Ha estat doblada al català.

## Argument[2]
Parrish, un granger, decideix vendre el seu ranxo a Lew Wilkison, un ric propietari. Però aquest proposa a Parrish una suma ridícula, i comprendrem que prefereix empènyer Parrish a anar-se de la regió actuant amb hostilitat a les seves terres. A més a més, l'esposa de Wilkison enganya aquest últim amb el seu cunyat, Cole ordena l'assassinat d'un dels homes de Parrish. Des de llavors, la guerra entre els dos clans està declarada.

## Repartiment
- Glenn Ford: John Parrish
- Barbara Stanwyck: Martha Wilkison
- Edward G. Robinson: Lew Wilkison
- Dianne Foster: Judith Wilkison
- Brian Keith: Cole Wilkison
- May Wynn: Caroline Vail
- Warner Anderson: Jim McCloud
- Basil Ruysdael: Tex Hinkleman
- Lita Milan: Elena
- Richard Jaeckel: Wade Matlock
- James Westerfield: Xèrif Magruder
- Jack Kelly: De Rosa
- Willis Bouchey: Xèrif Martin Kenner
- Harry Shannon: Purdue